# James Northcote
James Northcote, né le 22 octobre 1746 à Plymouth et mort le 13 juillet 1831, est un peintre britannique de la période romantique. 

## Biographie
Son père est un petit horloger. En 1771 James Northcote entra dans l'atelier de Joshua Reynolds. Il passe quelques années en Italie et découvre les œuvres de la renaissance.
Il est élu membre de la Royal Academy (RA) le 13 février 1787.

## Œuvres
Northcote a peint des portraits, des grandes scènes historiques ou bibliques, des études d'animaux. 

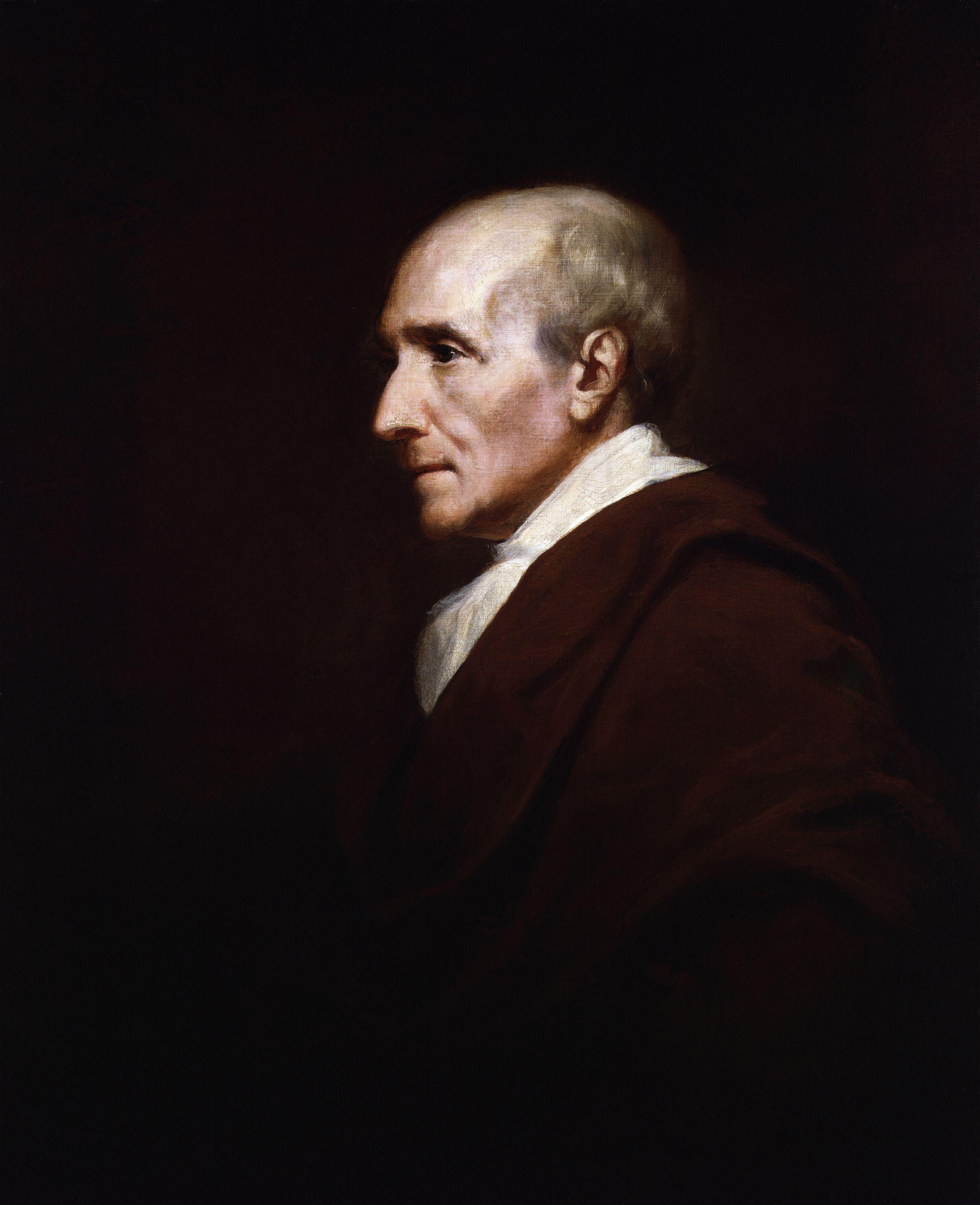
Autoportrait, 1827, huile sur toile, National Gallery
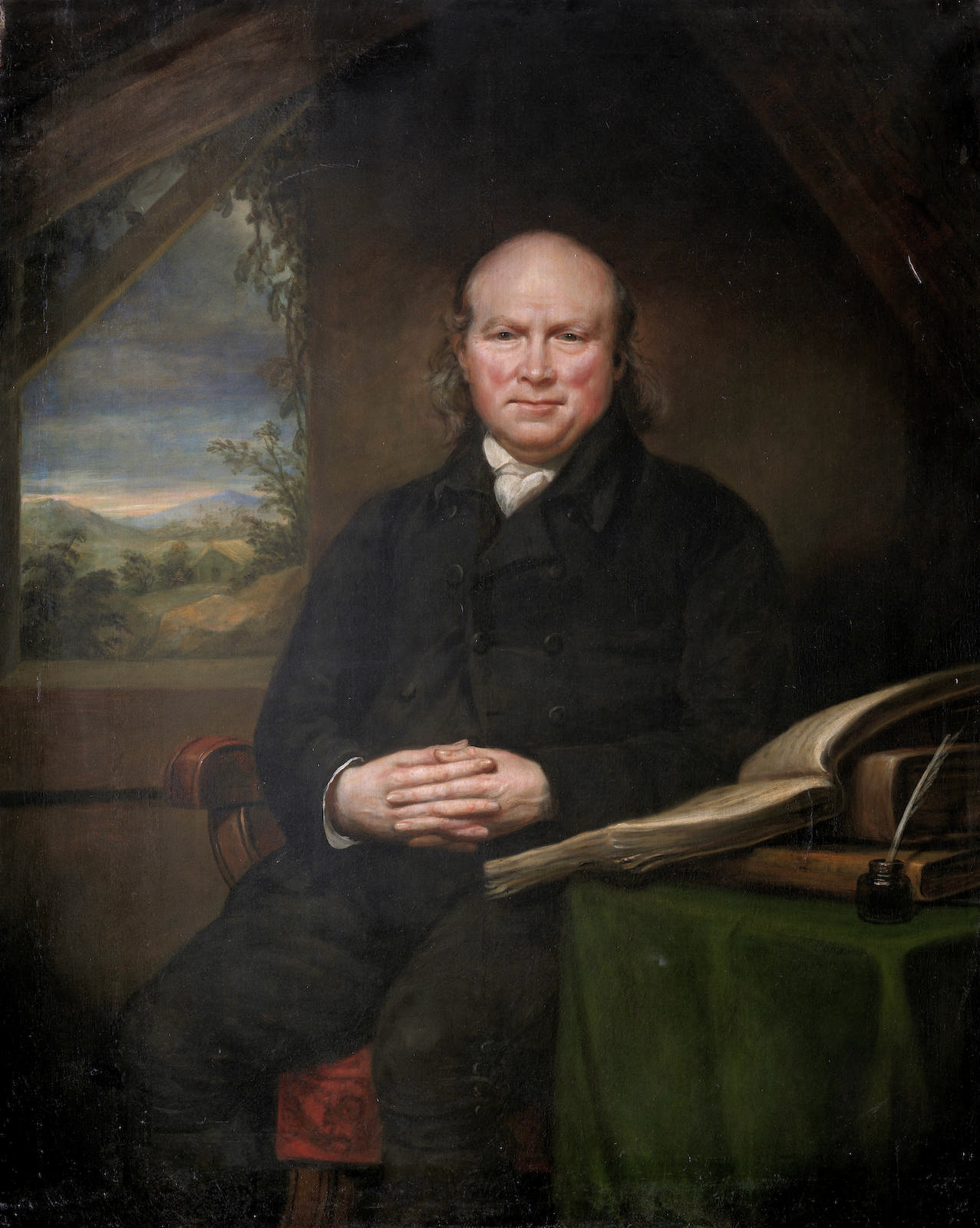
Thaddeus Connellan, huile sur toile, 1824
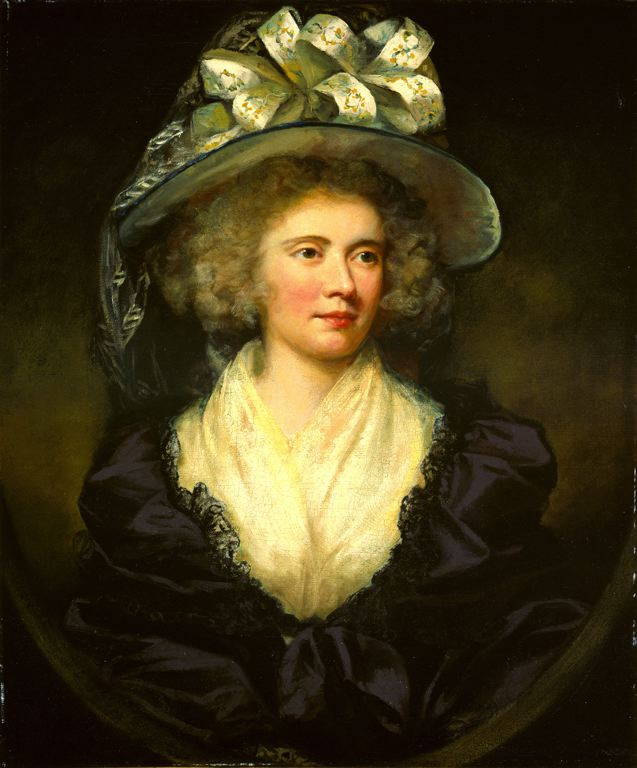
Mrs. Allan Maconochie, huile sur toile, 1789
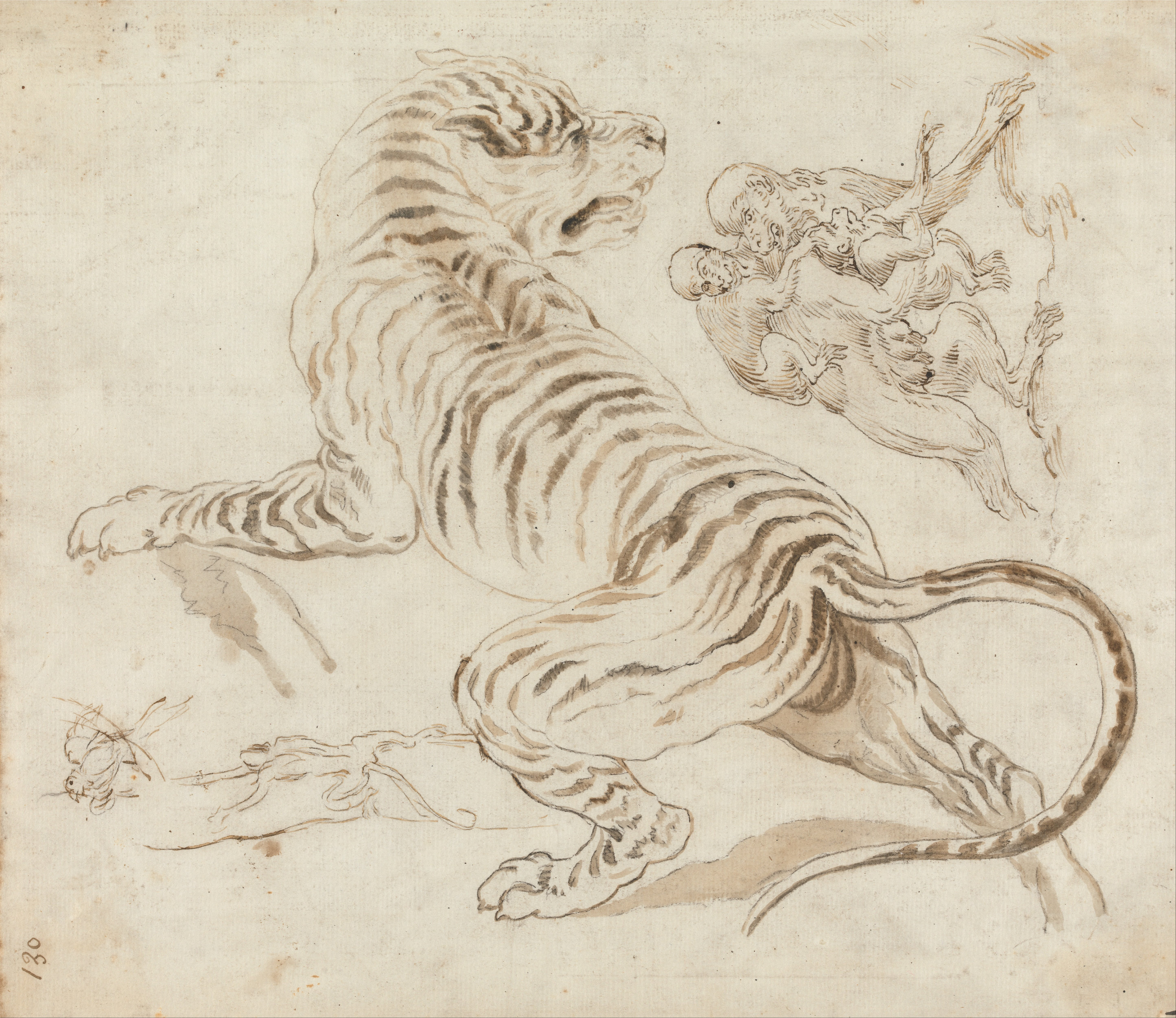
Dessin étude tigre
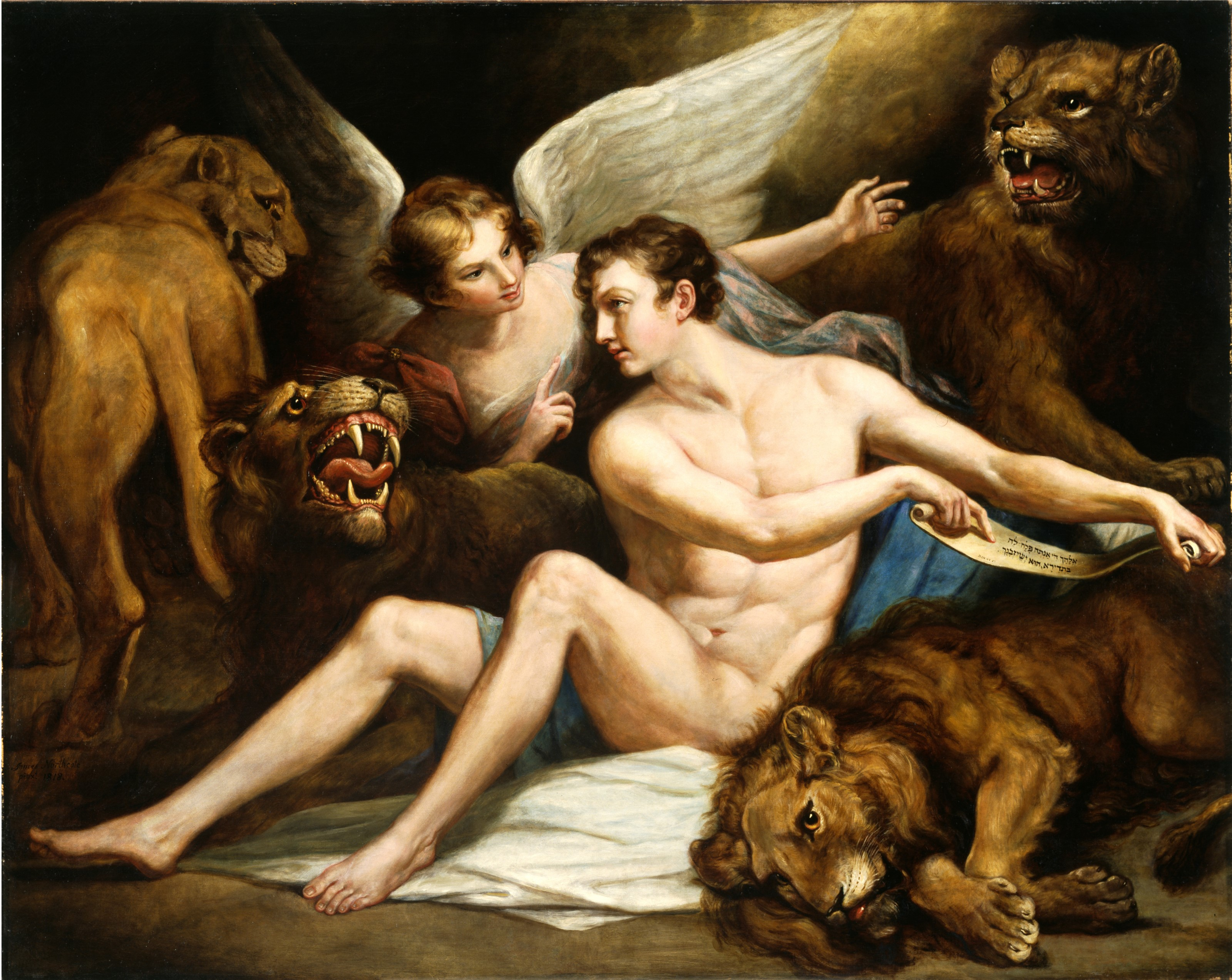
Daniel et les lions, huile sur toile, 1818
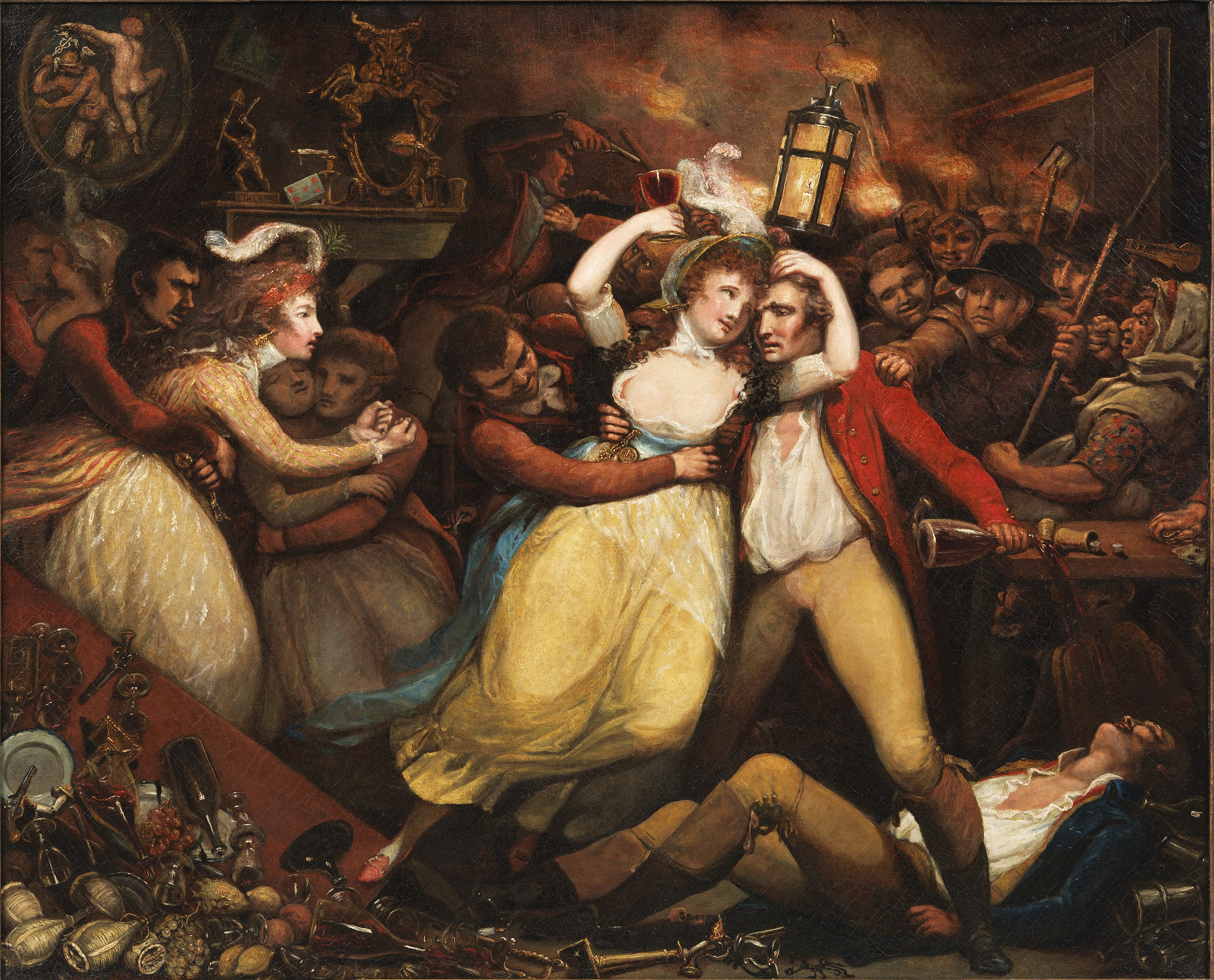
La Dévergondée en partie de débauche avec ses compagnons, 1796

- Le Naufrage du vaisseau le « Centaure »
- Les enfants d'Édouard
- La Mort de Wat Tyler
- Le Débarquement du prince d'Orange à Torbey
- Le duc d'Argyll endormi dans sa prison
- Mortimer et Richard Plantagenet
- Joseph et ses frères
- Portrait de Walter Scott

James Northcote s'est également adonné à la littérature et a publié des critiques d'arts, des fables, de la poésie.